# Antyle Holenderskie na Letnich Igrzyskach Olimpijskich 1968
Antyle Holenderskie na Letnich Igrzyskach Olimpijskich 1968 reprezentowało 5 zawodników, 2 mężczyzn i 3 kobiety.

## Szermierka
Mężczyźni
- Jan Boutmy

Szabla indywidualnie - odpadł w pierwszej rundzie
Kobiety
- Ivonne Witteveen

Floret indywidualnie - odpadła w pierwszej rundzie
- Myrna Anselma

Floret indywidualnie - odpadła w pierwszej rundzie

## Podnoszenie ciężarów
Mężczyźni
- Rudy Monk

Waga średnia - 16. miejsce
- Fortunato Rijna

Waga lekkociężka - 17. miejsce